# Qin Er Shi
Qin Er Shi (kinesisk: 秦二世; 231/222 f.Kr. – oktober 207 f.Kr.) var den anden kejser af Kina fra 210 til 207 f.Kr. Han var den anden kejser fra Qin-dynastiet. Hans personlige navn var Yíng Húhài (kinesisk: 嬴胡亥).